# Алексеевка (Должанский район)
Алексе́евка — село в Должанском районе Орловской области России. Входит в состав Успенского сельского поселения.

## География
Село находится на расстоянии 13 км к юго-западу от посёлка городского типа Долгое, административного центра района, и 140 км к юго-востоку от города Орёл, административного центра области.

### Часовой пояс
Село Алексеевка, как и вся Орловская область, находится в часовой зоне МСК (московское время). Смещение применяемого времени относительно UTC составляет +3:00.

## Население
| 2002 | 2010 |
| ---- | ---- |
| 241  | ↘198 |

### Национальный состав
Согласно результатам переписи 2002 года, в национальной структуре населения русские составляли 100 % из 241 чел.